# Tracy O’Hara
Tracy O’Hara (ur. 2 lipca 1980 w San Diego) – amerykańska lekkoatletka, tyczkarka.
Medalistka mistrzostw kraju w różnych kategoriach wiekowych. Trzykrotna mistrzyni NCAA. Finalistka mistrzostw świata (Paryż 2005) – jako jedyna z 13 zawodniczek nie zaliczyła żadnej wysokości i nie została sklasyfikowana. Złota medalistka mistrzostw NACAC U-25 z 2000.

## Rekordy życiowe
- skok o tyczce – 4,60 (2005)
- skok o tyczce (hala) – 4,45 (2006)